# 新阿爾托波洛特
新阿爾托波洛特（烏克蘭語：Новий Артополот）是位於烏克蘭中部波爾塔瓦州裏盧布內區的村莊，距離比利切韋和博格達尼夫卡0.5公里，1982年人口20。